# (5391) Emmons
(5391) Emmons es un asteroide perteneciente al cinturón de asteroides, descubierto el 13 de septiembre de 1985 por Eleanor F. Helin desde el Observatorio del Monte Palomar, Estados Unidos.

## Designación y nombre
Designado provisionalmente como 1985 RE2. Fue nombrado Emmons en honor a Richard Emmons, profesor emérito de física en la Universidad Estatal Kent de Ohio, su interés en la astronomía se inició tras leer un artículo publicado poco después del descubrimiento de 1932 HA, ahora (1862) Apolo. Fue uno de los primeros observadores de satélites artificiales.

## Características orbitales
Emmons está situado a una distancia media del Sol de 2,259 ua, pudiendo alejarse hasta 2,808 ua y acercarse hasta 1,710 ua. Su excentricidad es 0,242 y la inclinación orbital 2,512 grados. Emplea 1240,77 días en completar una órbita alrededor del Sol.

## Características físicas
La magnitud absoluta de Emmons es 13,5. Tiene 5,578 km de diámetro y su albedo se estima en 0,298. 